# Лучканина Ганна Михайлівна
Ганна Михайлівна Лучканина (1923, село Лукове, тепер Сяноцького повіту, Польща — ?) — українська радянська діячка, новатор сільськогосподарського виробництва, доярка Підберезецького відділка радгоспу «Винниківський» Пустомитівського району Львівської області. Герой Соціалістичної Праці (22.03.1966). Депутат Верховної Ради УРСР 5—6-го скликань.

## Життєпис
Народилася в бідній селянській родині. Працювала в сільському господарстві, з 1945 року була членом комсомолу. Наприкінці 1946 року разом із родиною була переселена до села Підберезці Винниківського району Львівської області.
З 1947 року — доярка колгоспу імені Сталіна села Підберезці Винниківського (Пустомитівського) району Львівської області. Відзначалася високими надоями молока. У 1954 році надоїла від кожної корови по 3.500 кілограмів молока, а у 1957 — по 5.281 кілограму. Обиралася депутатом Винниківської районної ради депутатів трудящих Львівської області.
Член КПРС з 1954 року.
З 1959 року — доярка третього Підберезецького відділка радгоспу «Винниківський» села Підберезці Пустомитівського району Львівської області. Була однією із найкращих доярок Львівської області.
Потім — на пенсії в Пустомитівському районі Львівської області.

## Нагороди
- Герой Соціалістичної Праці (22.03.1966)
- два ордени Леніна (26.02.1958, 22.03.1966)
- орден Трудового Червоного Прапора (1954)
- медаль «За доблесну працю. В ознаменування 100-річчя з дня народження Володимира Ілліча Леніна» (1970)
- чотири медалі Всесоюзної виставки досягнень народного господарства СРСР